# Tour de Eslovaquia
El Tour de Eslovaquia (oficialmente: Okolo Slovenska) es una carrera ciclista profesional por etapas eslovaca. 
Se creó en 1954 y desde de la creación de los Circuitos Continentales UCI en 2005 forma parte del UCI Europe Tour, dentro la categoría 2.2 (última categoría del profesionalismo). En el año 2017 pasó a ser una carrera de categoría 2.1.

## Palmarés
| Año                               | Ganador                    | Segundo               | Tercero                    |
| --------------------------------- | -------------------------- | --------------------- | -------------------------- |
| 1954                              | Karel Nesl                 | Josef Křivka          | Jan Kubr                   |
| 1955                              | Jan Veselý                 | Bedrich Plank         | Vlastimil Ružička          |
| 1956                              | Aurelio Cestari            | Alberto Emiliozzi     | Karl-Magnus Åmell          |
| 1957                              | Pierre Le Don              | Günter Oldenburg      | Horst Kappel               |
| 1958                              | Walter Renner              | Josef Křivka          | Rudolf Revay               |
| 1959                              | Lothar Höhne               | Jan Malten            | Ludevit Wiezner            |
| 1960                              | Antal Megyerdi             | Rudolf Revay          | Frantisek Konecny          |
| 1961-1963 ediciones no realizadas |                            |                       |                            |
| 1964                              | Matej Laczo                | Ladislav Heller       | Jiří Háva                  |
| 1965                              | Jiří Háva                  | Pavel Konečný         | Bernd Patzig               |
| 1966                              | Pavel Konečný              | Pavel Doležel         | Jiří Háva                  |
| 1967                              | Miloš Hrazdíra             | Jiří Háva             | Pavel Konečný              |
| 1968                              | Miloš Hrazdíra             | Ján Svorada sr.       | Břetislav Souček           |
| 1969                              | Břetislav Souček           | Ladislav Bilo         | Miloš Hrazdíra             |
| 1970                              | Vlastimil Moravec          | Jiri Vlacek           | Rudolph Labus              |
| 1971                              | Jiří Háva                  | Alois Holík           | Ladislav Bilo              |
| 1972                              | Antonín Bartoníček         | Vladimír Vondráček    | Ladislav Bilo              |
| 1973                              | Miloš Hrazdíra             | Rudolph Labus         | Ludovit Pavela             |
| 1974                              | Pavol Čambal               | Antonin Sel           | Jiří Bartolšic             |
| 1975                              | Josef Dvořák               | Rudolph Labus         | Jan Stejskal               |
| 1976                              | Jiří Škoda                 | Jan Kruzic            | Jostein Wilmann            |
| 1977                              | Miroslav Sýkora            | Bernd Drogan          | Svatopluk Henke            |
| 1978                              | Theo de Rooij              | Ramazan Galaletdinov  | Aleksandr Gusyatnikov      |
| 1979                              | Jaroslav Poslušný          | Jan Brzeźny           | Andrei Vedernikov          |
| 1980                              | Jiří Škoda                 | Serguéi Sujoruchenkov | Jiří Stratílek             |
| 1981                              | Andrei Vedernikov          | Yuri Barinov          | Sergei Prybyl              |
| 1982                              | Vladimir Volochin          | Ladislav Ferebauer    | Bernd Drogan               |
| 1983                              | Bernd Drogan               | Andrei Toporichev     | Miroslav Sýkora            |
| 1984                              | Miroslav Sýkora            | Vladimir Dolek        | Andrzej Mierzejewski       |
| 1985                              | Jiří Škoda                 | Kurt Konrad           | Bruno Bulić                |
| 1986                              | Václav Toman               | Gennadij Alexasis     | Miloslav Vasicek           |
| 1987                              | Ivan Ivanov                | Piotr Ugriúmov        | Miloslav Vasicek           |
| 1988                              | Tomáš Sedláček             | Vladimír Švehlík      | Kurt Konrad                |
| 1989                              | Pável Tonkov               | Vladimír Kozárek      | Andrei Vedernikov          |
| 1990                              | Miroslav Lipták            | Milan Dvorščík        | Tomáš Sedláček             |
| 1991                              | Heinrich Trumheller        | Pável Tonkov          | Lutz Lehmann               |
| 1992                              | Lubor Tesař                | Pavel Padrnos         | Mike Weissmann             |
| 1993                              | Serhi Honchar              | Patrick Moster        | Steffen Blochwitz          |
| 1994                              | Vladimír Švehlík           | Heiko Latocha         | Alexei Nakazny             |
| 1995                              | František Trkal            | Robert Pintarič       | Vladimír Švehlík           |
| 1996                              | Ján Valach                 | Roman Broniš          | Boris Premužič             |
| 1997                              | Jaromír Purmenský          | Igor Kranjec          | Matthias Jandt             |
| 1998                              | Andrej Hauptman            | Marcel Strauss        | Jaromír Friede             |
| 1999                              | Ondřej Sosenka             | Charles Wegelius      | Piotr Chmielewski          |
| 2000                              | René Andrle                | Kim Kirchen           | Ondřej Fadrny              |
| 2001                              | František Trkal            | Matija Kotnik         | Michal Prusa               |
| 2002                              | Gustav Larsson             | Luke Roberts          | Leonardo Zanotti           |
| 2003                              | Ondřej Sosenka             | Cezary Zamana         | Dawid Krupa                |
| 2004                              | Piotr Chmielewski          | Dawid Krupa           | Kamil Vrána                |
| 2005                              | Martin Prázdnovský         | Martin Riška          | Eduard Vorganov            |
| 2006                              | Radoslav Romanik           | René Andrle           | Kristoffer Gudmund Nielsen |
| 2007                              | Joost van Leijen           | Martin Mareš          | Marcin Sapa                |
| 2008                              | Kristoffer Gudmund Nielsen | Péter Kusztor         | Serguéi Firsánov           |
| 2009                              | Leigh Howard               | Stefan Schäfer        | Pasquale Muto              |
| 2010                              | Robert Vrečer              | Timon Seubert         | Maroš Kováč                |
| 2011                              | Nikita Novikov             | Tomislav Dančulović   | Kristijan Đurasek          |
| 2012                              | Enrico Rossi               | Alexander Prischpetni | Davide Rebellin            |
| 2013                              | Petr Vakoč                 | Tim Mikelj            | Maroš Kováč                |
| 2014                              | Oleksandr Polivoda         | Kristjan Fajt         | Matija Kvasina             |
| 2015                              | Davide Vigano              | Matthias Krizek       | Paweł Cieślik              |
| 2016                              | Mauro Finetto              | Vitaliy Buts          | Kiril Pozdniakov           |
| 2017                              | Jan Tratnik                | Mattia Cattaneo       | Piotr Brożyna              |
| 2018                              | Julian Alaphilippe         | Jan Tratnik           | Cesare Benedetti           |
| 2019                              | Yves Lampaert              | Arnaud Démare         | Stefan Küng                |
| 2020                              | Jannik Steimle             | Nico Denz             | Shane Archbold             |
| 2021                              | Peter Sagan                | Jannik Steimle        | Cees Bol                   |
| 2022                              | Josef Černý                | Mauri Vansevenant     | Koen Bouwman               |
| 2023                              | Rémi Cavagna               | Stefan Küng           | Milan Vader                |
| 2024                              | Mauro Schmid               | Julian Alaphilippe    | Felix Engelhardt           |
| 2025                              |                            |                       |                            |

## Palmarés por países
| País                             | Victorias |
| -------------------------------- | --------- |
| Checoslovaquia + República Checa | 34        |
| Unión Soviética + Rusia          | 5         |
| Alemania                         | 4         |
| Eslovaquia                       | 4         |
| Italia                           | 3         |
| Francia                          | 3         |
| Polonia                          | 2         |
| Países Bajos                     | 2         |
| Ucrania                          | 2         |
| República Democrática Alemana    | 1         |
| Hungría                          | 1         |
| Suecia                           | 1         |
| Australia                        | 1         |
| Dinamarca                        | 1         |
| Eslovenia                        | 1         |
| Bélgica                          | 1         |
| Suiza                            | 1         |